# 大脳基底核
大脳基底核（だいのうきていかく、英: basal ganglia）は、大脳皮質と視床、脳幹を結びつけている神経核の集まりである。大脳は基本的に外周部が灰白質（ニューロンの細胞体がある場所）である場所が多いものの、大脳の深い所にあるのにもかかわらず大脳基底核は灰白質である。哺乳類の大脳基底核は運動調節、認知機能、感情、動機づけや学習など様々な機能を担っている。

## 解剖学的区分

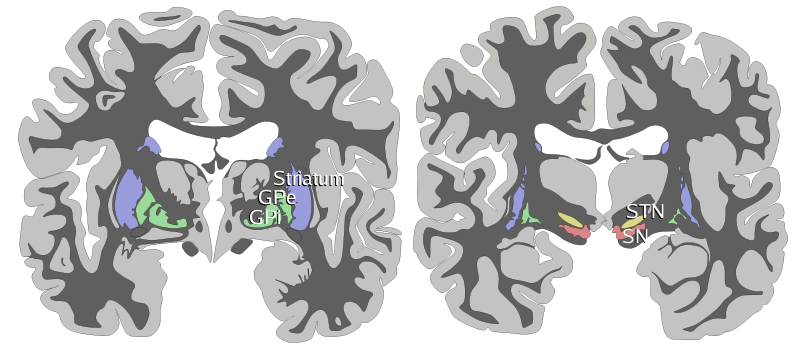
ヒトの脳の冠状断面。大脳基底核が示されている。吻側: 線条体・淡蒼球 (GPe and GPi)、尾側: 視床下核 (STN)・黒質 (SN)

線条体
被殻と尾状核からなる。両者はもともと一つの構造物だったものが、進化の過程で内包によって二つに分断されたと考えられている。実際、齧歯類などでは被殻と尾状核の区別はない。線条体は大脳皮質および視床からの入力部である。
視床下核
線条体と同様に大脳皮質からの入力部である。
淡蒼球
内節と外節からなる。淡蒼球内節は黒質網様部と一つの構造物と考えられており、視床への出力部である。一方淡蒼球外節は間接路が通る介在部である。
レンズ核線条体の一部である被殻と淡蒼球とを合わせた呼び方。
黒質
緻密部と網様部からなる。中脳に存在しているが、発生学的・生理学的に大脳基底核の一部として捉えられている。黒質網様部は上記のように出力部である。黒質緻密部はドーパミン作動性ニューロンを多く含んでおり、線条体に投射する修飾的な回路要素である。
マイネルト基底核コリン作動性ニューロンが多く存在する。
前障これも稀に大脳基底核に加えることがある。しかし機能的には他の大脳基底核回路要素との関連は弱いと考えられている。

## 主要な神経回路

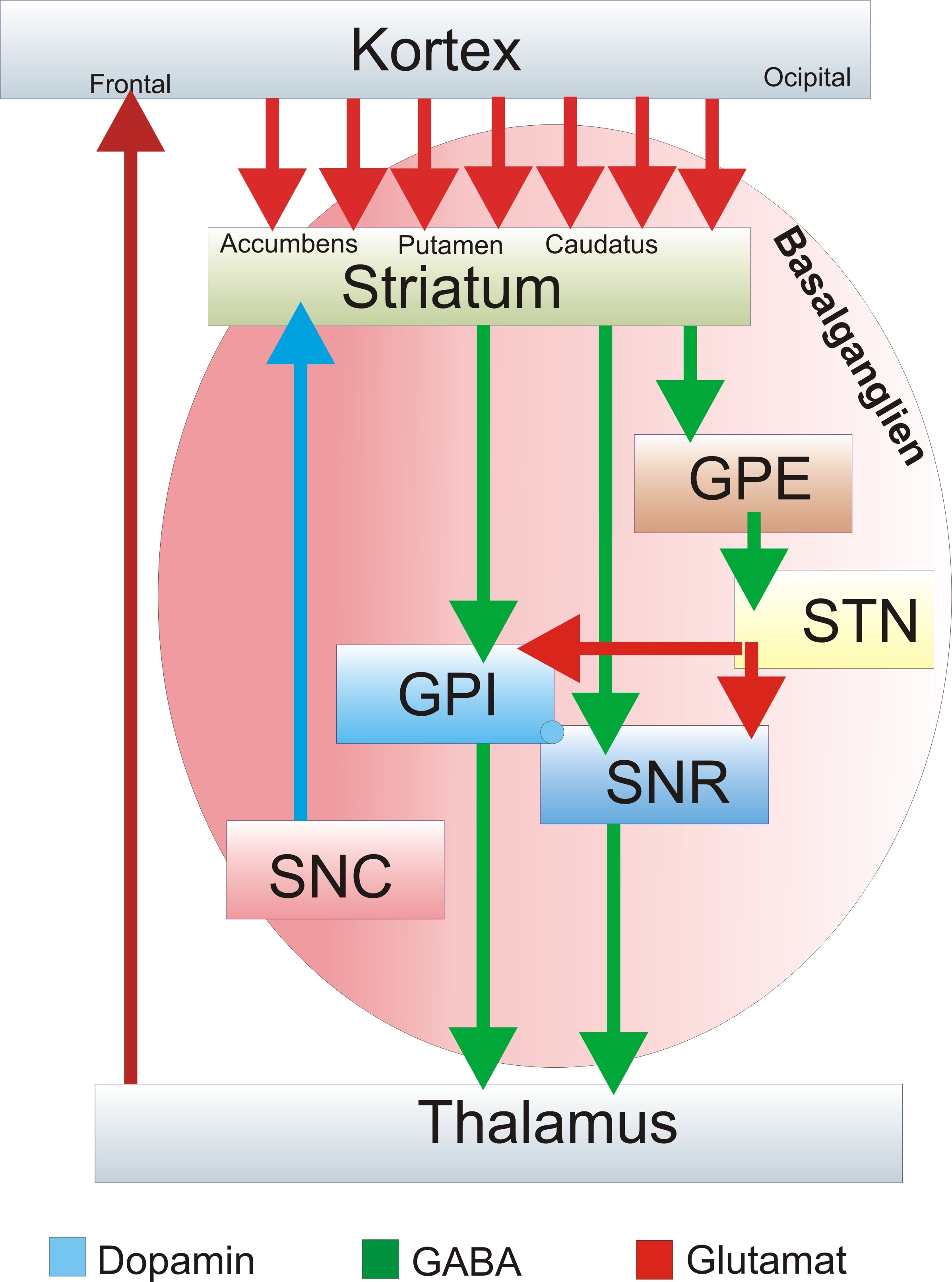
大脳基底核を取り巻く神経回路の相関模式図。グルタミン酸作動経路は赤、ドーパミン作動性経路は青、GABA作動性経路は緑で示す。Kortex : 大脳皮質。Striatum : 線条体。SNC : 黒質緻密部。GPI : 淡蒼球内節。SNR : 黒質網様部。GPE : 淡蒼球外節。STN : 視床下核。Thalamus : 視床。

- 下記のように「大脳皮質→大脳基底核→視床→大脳皮質」というループが形成されている。運動野（一次運動野・補足運動野・運動前野、ブロードマンの脳地図のそれぞれ4と6）から始まって運動野に戻るループを運動系ループ（motor loop）と呼び、四肢の運動をコントロールしているといわれる。同様なループが、大脳皮質のうち前頭前野・前頭眼野・辺縁皮質などを起点にして始まっており、それぞれ前頭前野系ループ（prefrontal loop）・眼球運動系ループ（oculomotor loop）・辺縁系ループ（limbic loop）と呼ばれる[1]。神経解剖学的な知見に基づいて、これらの4つのループは、互いに相互の連絡が乏しく、並列処理回路であると考えられている。

- 線条体の投射ニューロンには直接路にかかわるものと間接路のそれがあるが、直接路のニューロンはドーパミンD1受容体を、間接路のニューロンはドーパミンD2受容体を持っている。現在の定説では、黒質緻密部からのドーパミン作動性ニューロンによる投射は、直接路ニューロンにはD1受容体を介して興奮性に、間接路ニューロンにはD2受容体を介して抑制性に働くとされる。しかし実際にはドーパミンの作用は単純ではない[2]。

### 直接路 (direct pathway)
大脳新皮質（グルタミン酸）→線条体（GABA）→淡蒼球内節/黒質網様部（GABA）→運動性視床核（グルタミン酸）→運動性大脳新皮質領野
大脳基底核の出口に位置する、淡蒼球内節および黒質網様部のGABA作動性ニューロンは、常時高頻度発火して投射先の視床のニューロンの活動を強く抑制している。線条体の直接路投射ニューロンからのGABA作動性出力は、この淡蒼球内節および黒質網様部のGABA作動性ニューロンを抑制する。すなわち途中に抑制性の結合が2回含まれるために、大脳基底核の出力先に当たる運動性視床核のニューロンは脱抑制され、発火頻度が上昇する。大脳新皮質からの運動指令が線条体の直接路ニューロンを興奮させると、このようにして運動性視床核における興奮性が上昇し、運動性皮質領野への興奮性出力が増える。この仕組みが運動の開始において重要だと考えられている。

### 間接路 (indirect pathway)
大脳新皮質（グルタミン酸）→線条体（GABA）→淡蒼球外節（GABA）→視床下核（グルタミン酸）→淡蒼球内節/黒質網様部（GABA）→運動性視床核（グルタミン酸）→運動性大脳新皮質領野
および
大脳新皮質（グルタミン酸）→線条体（GABA）→淡蒼球外節（GABA）→淡蒼球内節/黒質網様部（GABA）→運動性視床核（グルタミン酸）→運動性大脳新皮質領野
間接路は直接路と拮抗的に作用し、淡蒼球内節および黒質網様部のGABA作動性ニューロンの興奮性を高め、運動性視床核を抑制するものと考えられている。

### ハイパー直接路あるいは皮質視床下核路
大脳新皮質から視床下核へ直接の興奮性投射が存在することが知られ、皮質刺激を行った際に、基底核の出力核への影響が3つの経路の中で最初に見られることから、直接路より速いという意味で、ハイパー直接路（hyperdirect pathway）と呼ばれている。

## 機能
大脳基底核は多様な機能を担うとされているが、大脳基底核の神経変性疾患における運動障害から得られる示唆が最も明瞭である。中でもパーキンソン病は大脳基底核変性疾患の代表的なものとされており、無動、寡動、安静時振戦、筋固縮などの運動症状がよく知られる。その他にハンチントン舞踏病やジストニアも、大脳基底核の異常が症状を作り出していると考えられている。これら大脳基底核の異常が多くの場合に不随意運動を示すことは、逆に大脳基底核が随意運動の実行に重要な役割を果たすことを示している。
歴史的に大脳基底核は、錐体外路性運動の中枢と考えられてきたが、近年では解剖学的に錐体外路という神経路が実在しない（大脳基底核から脊髄へ直接の出力はない）ことから、誤解を避けるために錐体外路という用語は次第に使われないようになってきている。
黒質や腹側被蓋野のドーパミンニューロンが、報酬予測誤差に反応してphasicなバースト発火を示すという発見から、大脳基底核が、報酬予測に基づく強化学習や行動選択のための神経基盤として考えられるようになってきた。多くの向精神薬の受容体が大脳基底核に高密度に発現しており（たとえばモルヒネ受容体であるμオピオイド受容体など）、薬物中毒や、習慣化した行動などにも関わっていると言われる。

## 参考画像

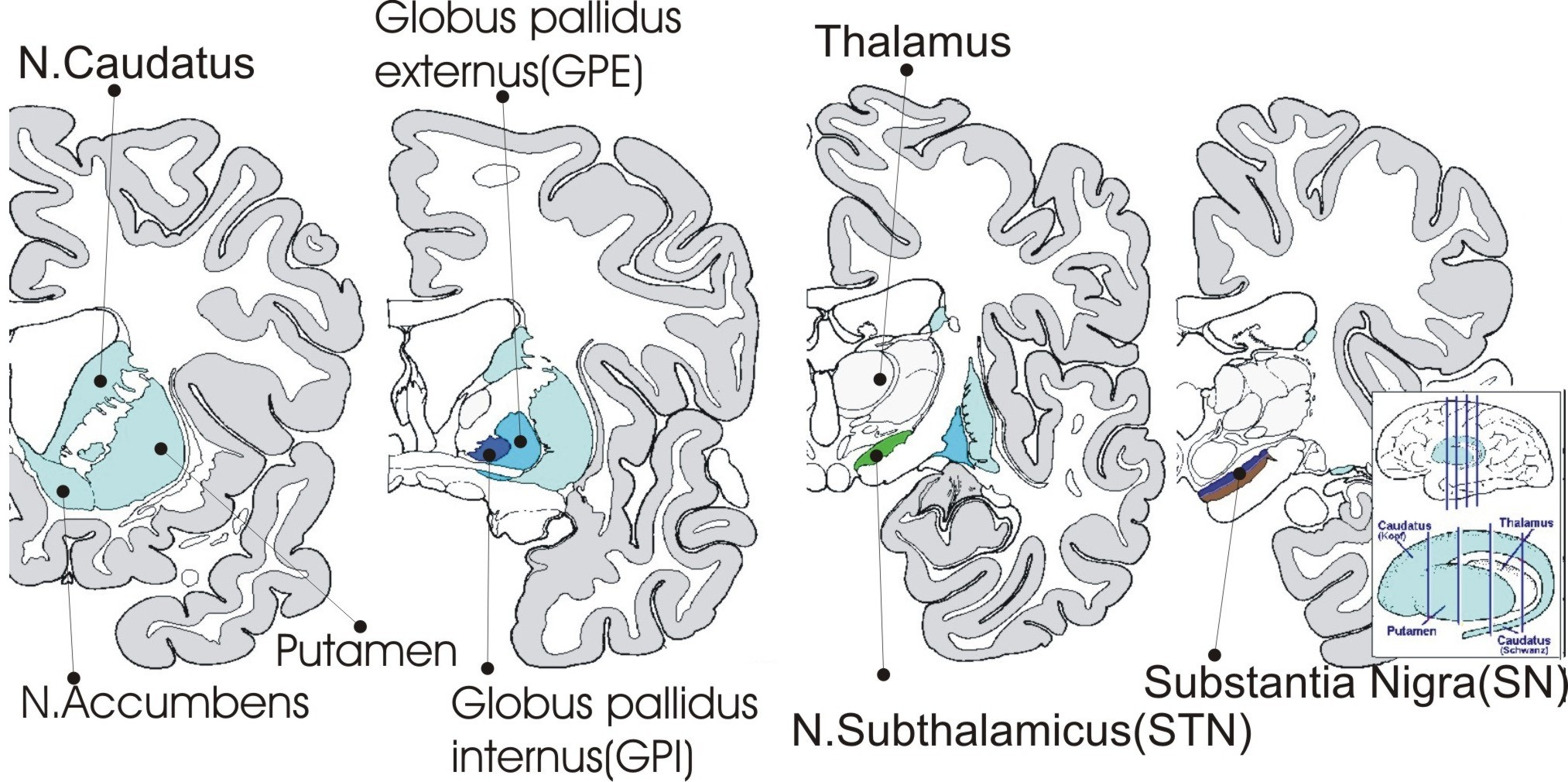
大脳基底核
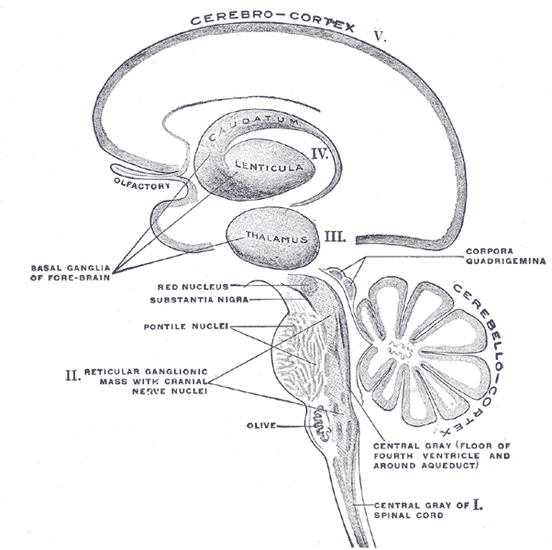
主な神経核のカテゴリー (I から V) の模式図

## 関連文献
日本語のオープンアクセス文献
- 日向野修一「基底核」（PDF）『第22回神経放射線ワークショップ』、日本医学放射線学会、2002年、 オリジナルの2004年3月25日時点におけるアーカイブ、2023年3月25日閲覧。

- 嘉戸直樹「大脳基底核の機能」『関西理学療法』第5巻、関西理学療法学会、2005年、73-75頁、doi:10.11354/jkpt.5.73。